# همدم‌آباد
همدم‌آباد (شیراز)، روستایی از توابع شهرستان کوار در استان فارس ایران است.

## جمعیت
این روستا به دلایل سیاسی در دهستان طسوج قرار دارد اما در واقع زیرمجموعه شهرستان کوار می‌باشد. مسئولان به دلیل افزایش جمعیت دهستان طسوج و تبدیل آن به بخش، این روستا را زیرمجموعه طسوج قرار داده‌اند. براساس سرشماری مرکز آمار ایران در سال ۱۳٨۵، جمعیت آن ۲٠۱ نفر (۴۶خانوار) بوده‌است. و سرشماری مرکز آمار ایران در سال ۱۳٩۵، جمعیت آن ۲١۱ نفر (۵٧ خانوار) شامل ١٠٧ مرد و ١٠۴ زن بوده است.